# Castello di Tutino
Das Castello di Tutino, eigentlich Castello dei Trane, ist die Ruine einer Burg in Tutino, einem Ortsteil von Tricase in der italienischen Region Apulien, Provinz Lecce.

## Beschreibung und Geschichte
Die Burgruine gehört zu den wenigen im Salento, an denen noch ein Teil des ursprünglichen Burggrabens erhalten ist. Das Castello di Tutino wurde im 15. Jahrhundert errichtet und bot über die Jahrhunderte eine sichere Zuflucht für die Bewohner des Ortsteils Tutino. Seine mächtigen Mauern, die 6–7 Meter hoch und 1,4 Meter dick sind, wurden aus Stein und Ton erbaut und sind unten angeschrägt. Von den vielen Türmen, die entlang der Umfassungsmauer gesetzt wurden, sind heute nur noch fünf erhalten, einige davon mit angeschrägter Basis und oben durch einen Wehrgang verbunden, von dem noch Teile zu sehen sind. Gegen Ende des 16. Jahrhunderts, als die Burg nach den Regeln der damaligen Militärarchitektur nutzlos geworden war, überließ sie der Graf von Alessano, Andrea Gonzaga, dem Don Luigi Trani. Letzterer ließ die Burg erweitern und zu einer Adelsresidenz umbauen. Auf der Ostseite räumte der Burggraben seinen Platz zugunsten einer eleganten Renaissancefassade, die sich über zwei Stockwerke erstreckte, mit einem schweren Eingangsportal und einem Adelswappen darüber: Ein geflügelter, umgedrehter Drache, der einen Stern mit acht Strahlen betrachtet, einen Stierkopf mit der Rechten und ein Buch mit der Linken hält. An der Fassade zeigt ein Register mit einem Epigraph in lateinischer Sprache, dass der Bau 1580 fertiggestellt wurde. Jedes Fenster der Fassade trägt auf seinem Architrav einen Spruch in lateinischer Sprache. Die Burg gelangte später in den Besitz der Familie Gallone, der letzten Barone von Tutino. Später kam sie in die Hände der Familie Caputo, die die Räumlichkeiten bis in die 1960er-Jahre zur Tabakverarbeitung nutzten.